# 6370 Malpais
6370 Malpais eller 1984 EY är en asteroid i huvudbältet som upptäcktes den 9 mars 1984 av den amerikanske astronomen Brian A. Skiff vid Anderson Mesa Station. Den är uppkallad efter det spanska ordet Malpais.
Asteroiden har en diameter på ungefär 4 kilometer och den tillhör asteroidgruppen Vesta.